# گورچان (فراهان)
گورچان روستایی است از توابع شهرستان فراهان در استان مرکزی. این روستا در بخش خنجین این شهرستان قرار دارد. مردم گورچان به زبان زبان تاتی صحبت می‌کنند.

## مشخصات منطقه‌ای
روستای گورچان طبق تقسیمات اخیر کشوری، ازتوابع بخش خنجین، شهرستان فراهان استان مرکزی می‌باشد. این روستا بامختصات جغرافیایی ۴۹ درجه و ۴۷ دقیقه طول شرقی و ۳۴ درجه و ۲۷ دقیقه عرض شمالی در شمال غربی استان مرکزی قراردارد. این روستای دارای آب و هوای بسیار دل انگیر و مطبوع بوده و هر ساله مخصوصاً در فصول بهار و تابستان مسافران و گردشگران زیادی به این روستا مسافرت می‌نمایند. متأسفانه توانمندی‌های این روستای در حوزه‌های گردشگری و اقلیمی و…، آنگونه که شایسته است به فعلیت در نیامده است که این مهم در دست مطالعه می‌باشد. فاصله روستای گورچان تا مرکز شهرستان فراهان (فرمهین) ۴۵ کیلومتر می‌باشد وتا بخش خنجین، ۶/۵ کیلومتر می‌باشد.

## جمعیت
طبق سرشماری مرکز آمار ایران، جمعیت گورچان در سال ۱۳۸۵ برابر با ۴۶۶ نفر بوده است. این روستا ۱۱۵ خانوار دارد.